# 書院街

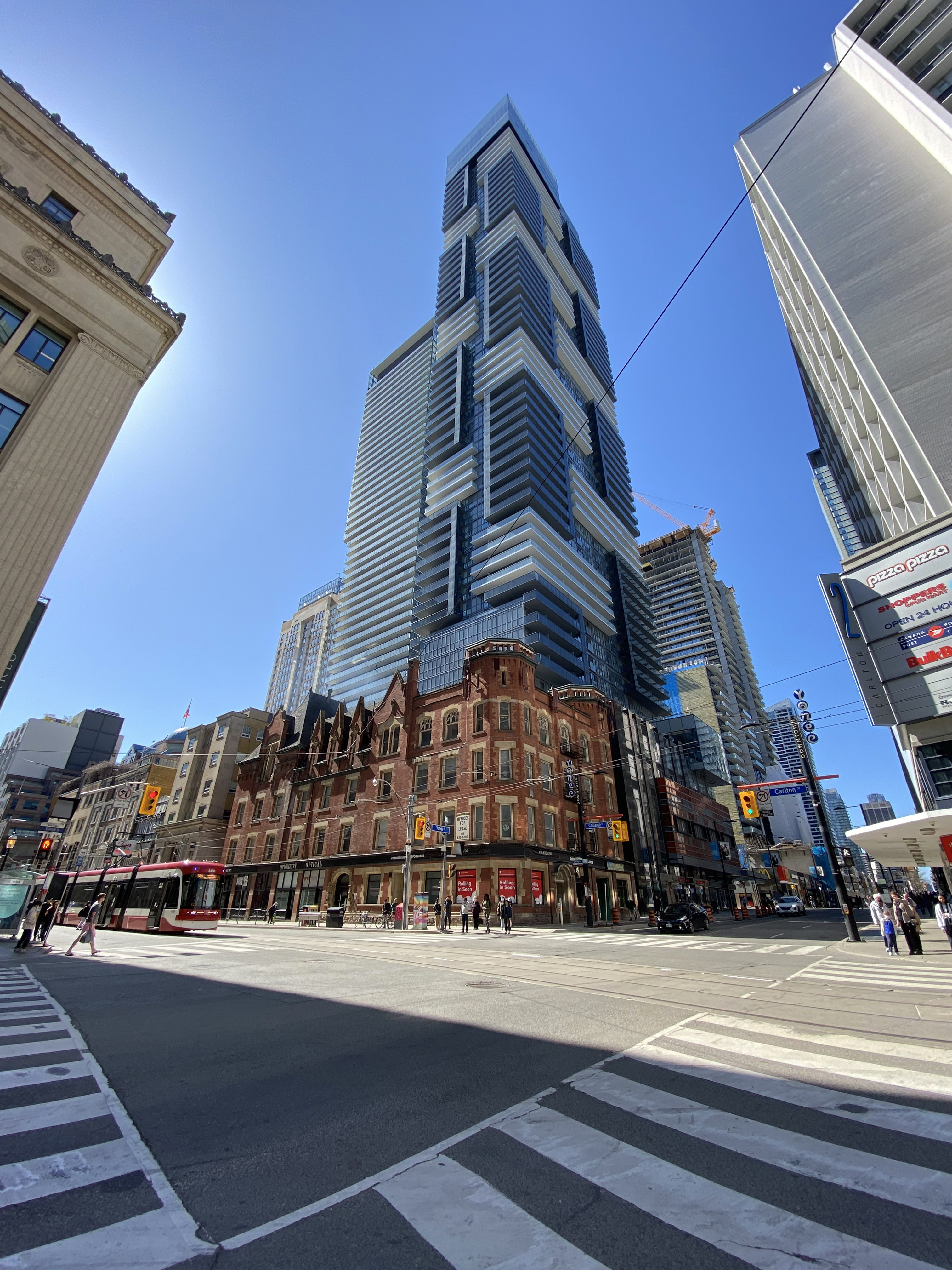
央街夾書院街西北角，攝於2022年

書院街是加拿大安大略省多倫多市中心的一條主要幹道，連接西部前有軌電車郊區與市中心。這條街是西部住宅區多族裔人口的家園，也是市中心安省議會大廈及多倫多大學等機構建築的所在地。延伸至央街後，書院街繼續向東延伸直至卡爾頓街。

## 路線概述

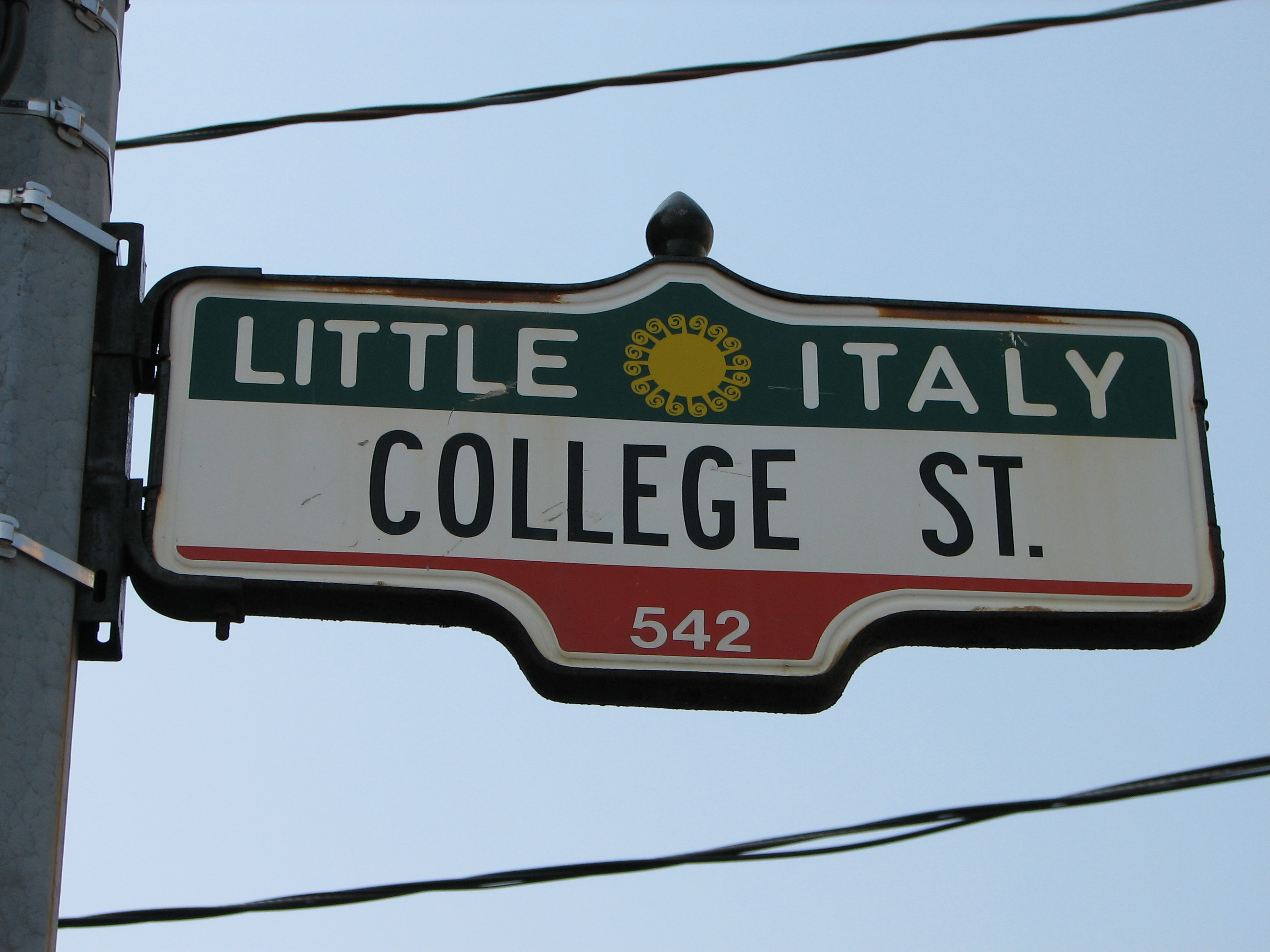
多倫多小意大利的書院街路牌

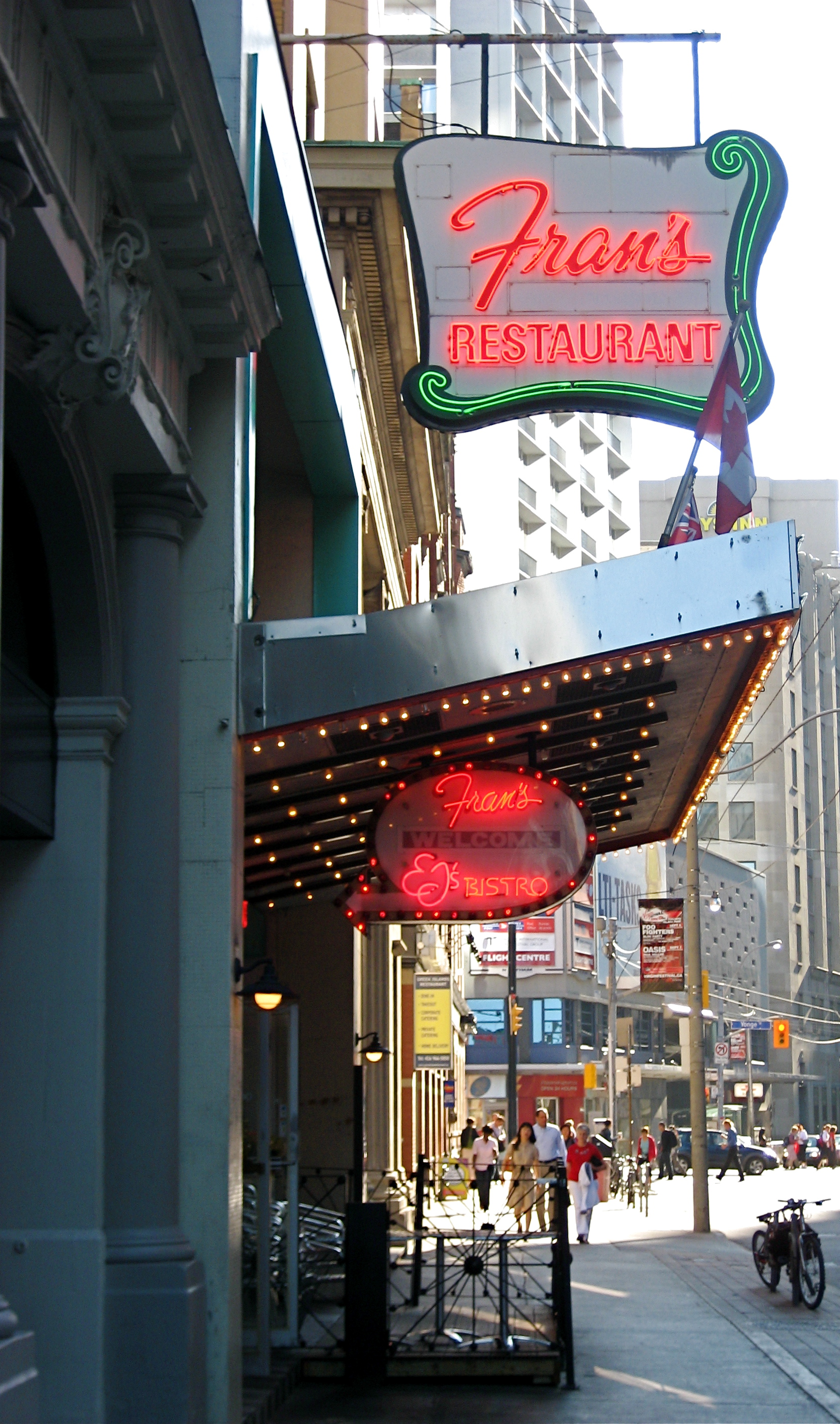
Fran's Restaurant是位於書院街的24小時營業餐廳

書院街夾央街的十字路口以標誌性的書院商場為中心。這座歷史建築原為伊頓百貨大樓，現用於零售、辦公及住宅用途。
書院街於夾大學路處穿過一個各重要機構建築所在的區域，包括安省議會大廈、多倫多大學及MaRS科研區。此處是該市最重要且古老的路口之一。該區還集中了教學醫院，包括多倫多全科醫院、多倫多病童醫院、瑪嘉烈公主癌症中心、西乃山醫院及多倫多復康科醫院。
這條街位於大學路與士巴丹拿道之間，南邊是固連治公園社區，這是一個混合住宅區，擁有學生宿舍及佐治·布朗故居等歷史悠久的住宅。書院街夾士巴丹拿道路口代表了該市中區華埠的北部邊界，以及多倫多大學的西部邊界。該路口的標誌是北面迴旋處中的士巴丹拿坊1號，以及一個複雜的鐵路交匯處，繁忙的510號士巴丹拿道電車線與506號卡爾頓街電車線交匯。
士巴丹拿道以西的書院街擁有各種電腦店，被譽為廉價電腦零件的聚集地。書院街的這段街區也構成了堅盛頓市場的北部邊界。
巴佛士街以西的書院街街區是多倫多小意大利的中心，遍布餐廳及時尚酒吧，再往西便主要是住宅區。

### 運輸
多倫多公車局的506號卡爾頓街電車線沿書院街及卡爾頓街運行。書院街由央街-大學線的皇后公園站及書院站提供地鐵服務。

## 主要路口
以下是書院街主要路口的列表：
- 登打士街
- 蘭士登路
- 奧星頓路
- 巴佛士街
- 士巴丹拿道
- 大學路（南）／皇后公園坊（北）
- 卑街
- 央街